# 광주 최씨
광주 최씨(光州 崔氏)는 광주광역시를 본관으로 하는 한국의 성씨이다. 시조는 조선에서 장사랑(將仕郞)으로 훈도(訓導)를 지낸 최득보(崔得寶)이다.

## 참고 자료
- “광주최씨(光州崔氏)”. 뿌리를 찾아서.[깨진 링크(과거 내용 찾기)]